# Bartolomeo Arnigio
Bartolomeo Arnigio (Brescia, 1523 – Brescia, 1577) è stato un medico e poeta italiano.

## Biografia
Figlio di un fabbro, intraprese con profitto gli studi di medicina laureandosi in breve tempo all'Università di Padova. Tornato a Brescia e accusato della morte di numerosi pazienti, corse il pericolo di essere lapidato. Fuggì, per ritornare a Brescia presso l'abate Ascanio Martinengo come lettore di filosofia, venendo accolto col nome di Solingo nell'Accademia degli Occulti. Morì di peste a Brescia nel 1577.

## Opere
Bartolomeo Arnigio compose numerose Rime petrarchesche (Venezia, 1555), la Lettera, Rime et Oratione, in lode della bellissima e gentilissima signora Ottavia Bajara Venezia, 1558), Il Dialogo della medicina d'amore (Brescia, 1566), il Discorso intorno al disprezzo della morte (Padova, 1575), I sette salmi della penitenza del profeta David (Brescia, 1568), due Canzoni per celebrare la battaglia di Lepanto (Venezia, 1572) e le Dieci veglie de gli ammendati costumi dell'humana vita (Brescia 1577; Treviso 1602), che ebbe una notevole diffusione e fu tradotta in francese da Pierre de Larivey (Les Veilles de Barthelemy Arnigio, de la correction des costumes..., Troyes 1608)